# Дивна Емілі

Обкладинка коміксу «Emily the Strange #1» Dark Horse Comics (серпень 2005)

Дивна Емілі (англ. Emily the Strange) — рекламний маскот-персонаж, створений скейтбордистом Робом Регером на початку 1990-х років. Він малював Емілі на стікерах, футболках та скейтбордах, які потім продавав у власному гаражі. Згодом Емілі перетворилася в багатомільйонну індустрію: вона стала головним героєм декількох книг-бестселерів, коміксів від Dark Horse Comics, відеоігор. Також вона має власну лінію іграшок, одягу, шкільного приладдя та аксесуарів.
Дивна Емілі — готичний тінейджер з важким характером, харизмою і відсутністю бажання спілкуватися з людьми. Вона дружить з чотирма котами (Саббат, Майлз, Ні-Чі та Містері) і гуляє сама по собі.

### Коти
Емілі зазвичай показують у супроводі чотирьох чорних котів. Саббата, найновішого кота, який приєднався до сім'ї Стрендж, зазвичай впізнають за сльозою на одному з вух і загнутими вусами. Майлза, найартистичнішого кота в групі, а також найшвидшого, впізнають за гострими вухами, хрестиком над правим оком і двома гострими вусиками. Ні Чі, мислитель зграї (також відомий як інтриган), впізнається за чорно-білими смугами на хвості, спричиненими розливом хімікатів, а також за трьома вусиками. Таємниця, лідер групи і єдина самка з чотирьох котів, здається, найближча до Емілі, і тому вважається, що це кіт, який прожив з Емілі найдовше. Містері можна впізнати за зіркою на нашийнику, одним кучерявим вусом та іноді за зіркою на лівому оці. 

## У популярній культурі

### Кіно
Автор персонажу Роб Регер намагався екранізувати Дивну Емілі з 2000 року. Улітку 2005 року було повідомлено, що студія Fox Animation розробляє ігровий повнометражний фільм про Емілі з елементами анімації. Умовою Регера щодо екранізації персонажа студією Fox Animation була його участь у творчому процесі. Метью Вайс був призначений сценаристом, а Кріс Меледандрі і Джон Коен — продюсерами. За повідомленням видання Variety, Вайс зустрічався з Робом Регером для обговорення персонажа, але сценарій писатиме самостійно.
У 2008 році стало відомо, що голова компанії Dark Horse Entertainment Майк Річардсон, яка випустила комікс про Емілі, спродюсує фільм. Річардсон заявив, що ведуться пошуки режисера для проекту, який може бути або ігровим, або анімаційним, або анімаційно-ігровим. За його словами, фільм розповідатиме передісторію Емілі, а також покаже її чотирьох котів. У 2010 році права на екранізацію придбала компанія Universal Studios. На головну роль розглядалася акторка Хлоя Грейс Морец. Автор персонажу Роб Регер, який став виконавчим продюсером проекту, заявив: «Коли я познайомився з Хлоєю, я знайшов свою Емілі. Вона дійсно розуміє персонаж, і зможе втілити його на екрані». У серпні 2011 року Мелісса Воллек була призначена сценаристом. У вересні 2013 року було повідомлено, що Кілан О'Рурк перепише сценарій.
У грудні 2016 року стало відомо, що права на екранізацію перейшли до компанії Amazon Studios, яка буде знімати анімаційний фільм.

### Відеоігри
У травні-червні 2011 року вийшла офіційна відеогра про Емілі під назвою «Emily the Strange: Strangerous» для портативної консолі Nintendo DS. За сюжетом Емілі повинна знайти своїх зниклих котів і того, хто їх викрав, вирішуючи пазли. На Metacritic гра отримала змішані відгуки від критиків.
У лютому 2012 року вийшла відеогра «Emily the Strange — Skate Strange!» для ПК та платформ на базі iOS. За сюжетом Емілі подорожує на скейтборді такими містами, як Париж, Москва, Лондон та Нью-Йорк. 